# Wataru Ota
Wataru Ota (太田 渉 Ota Wataru?), född 14 mars 1981 i Osaka prefektur, är en japansk före detta fotbollsspelare.
Ota började sin karriär 2001 i Ventforet Kofu. 2002 flyttade han till Ehime FC. Han avslutade karriären 2004.